# Targe

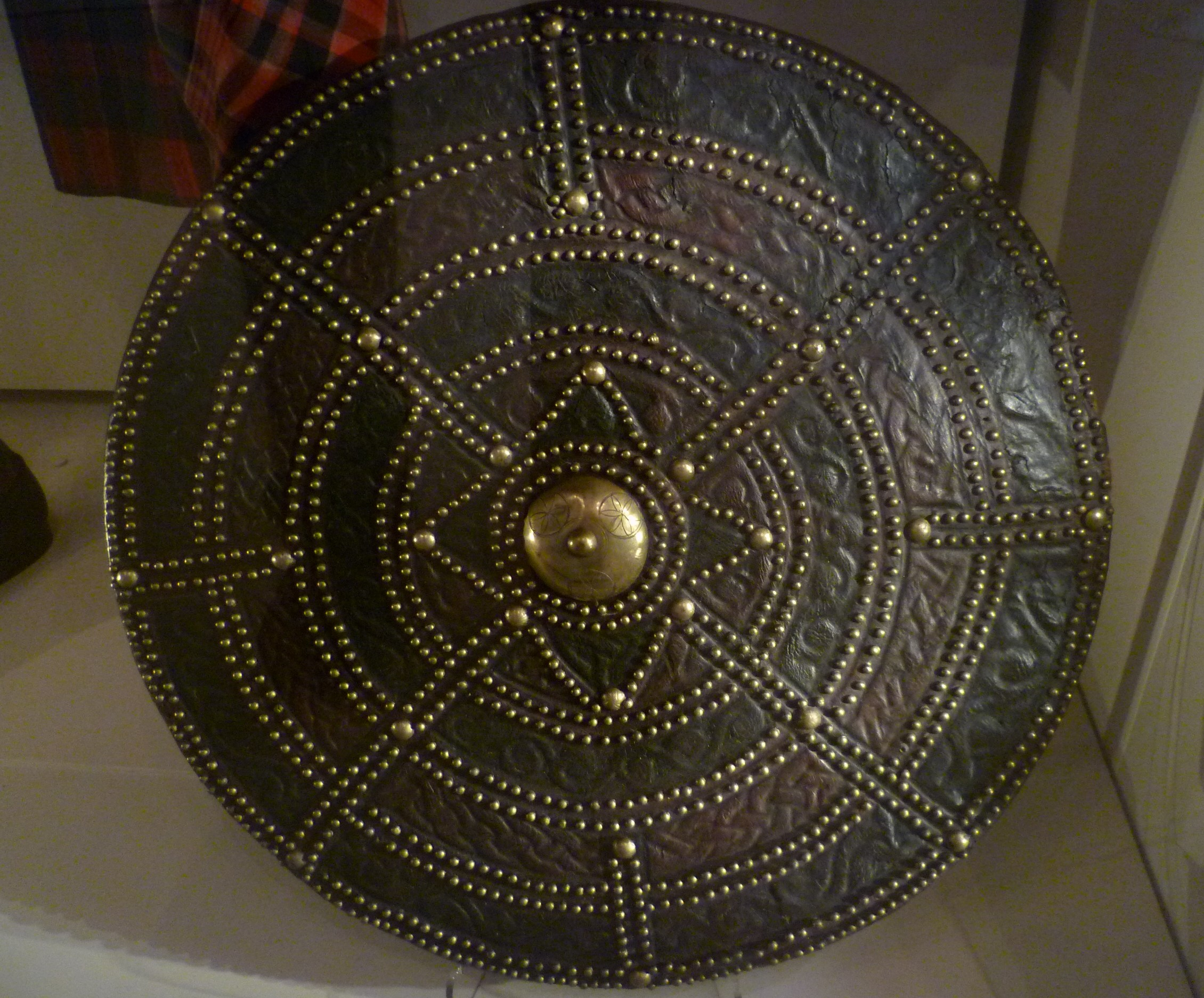
Un targe de Highland exhibido en el Museo Nacional de Escocia

Targe (del Antiguo fráncico *targa "escudo", Protogermánico *targo "borde") era la derivación general para un escudo en el anglosajón tardío. Su diminutivo, *target (objetivo, en inglés), llegó a dar nombre a la palabra inglesa target en el siglo XVIII.
El término se refiere a varios tipos de escudos utilizados por las tropas de infantería del siglo XIII al XVI. El diseño fue desarrollado por primera vez en España. Más específicamente, un targe era un escudo cóncavo equipado con enarmas en el interior, una regulable mediante una hebilla, que se adjuntaba al antebrazo, y el otro fijo como un agarre para la mano izquierda. Estos escudos fueron en su mayoría hechos de hierro o de madera con hierro chapado. Desde el siglo XV, el término también pudo referirse a los escudos especiales que se utilizan para las justas. Un buen número fueron creados en su totalidad para el espectáculo.
Desde principios del siglo XVII, hasta la batalla de Culloden en 1746, los principales medios de defensa en la batalla de las Tierras Altas de Escocia fue el targe. Después de la desastrosa derrota de los jacobitas en Culloden, el porte del targe fue prohibido, y muchos fueron destruidos, o destinados a otros usos. Los que han llegado a la actualidad tienen los patrones intrincados, y están decorados, lo que indica que originalmente pertenecían a personas importantes.